# Valle de Lecrín
El Valle de Lecrín es una comarca española situada en la parte centro-sur de la provincia de Granada, comunidad autónoma de Andalucía. Este territorio limita con la Vega de Granada al norte, la Alpujarra Granadina al este, la Costa Granadina al sur, y la comarca de Alhama al oeste.
El valle que da nombre a la comarca se ubica en la vertiente suroccidental de Sierra Nevada, extendiéndose desde el corazón de la misma hasta la meseta de las Albuñuelas y la sierra de los Guájares, por una parte, y desde el Suspiro del Moro hasta la confluencia de los ríos Ízbor y Guadalfeo, por otra.
Está formada por ocho municipios, de los cuales el más poblado es Padul, y el más extenso es Albuñuelas, siendo este último también el de menor número de habitantes; por el contrario, el municipio de menor superficie es Villamena. Su capital tradicional e histórica es la villa de Dúrcal.

## Historia
Era conocido por los árabes como الإقليم (al-iqlīm), «la región, el distrito». Se trata en realidad de una abreviación de إقلإيم القصب (iqlīm al-qaṣb), «la región de la caña de azúcar», por servir esta comarca como lugar de paso hacia las plantaciones de caña de azúcar en la Costa Granadina.
Tras la Reconquista del Reino de Granada, la comarca quedó casi desértica demográficamente a consecuencia de las muertes que produjo la guerra y las expulsiones. Alonso de Granada Venegas escribía sobre la desolación que sufría el Reino de Granada a finales del siglo XVI: 

"“...claro está de ver quanta lástima y compasión es que un reyno como este esté tan asolado desierto y destruido... porque los pobladores que vinieron de fuera del reyno si algunos han quedado toda es gente pobre descalça y miserable que mueren de ambre y que tiene la capa en el hombro para bolverse huyendo como cada ora lo hazen sin poder pagar lo que deven...".

Las autoridades, conscientes de la gravedad de esta situación, tomaron varias medidas entre las que destacan la protección del mayor número de árboles frutales posible, la reedificación de casas y construcción de edificios públicos, pero fundamentalmente la necesidad de repoblar el territorio con gente de otras regiones del país, principalmente de Jaén, Córdoba, Galicia, y cabe mencionar las noventa y tres personas procedentes de La Mancha, de las cuales cuarenta y una eran originarias de la ciudad de Valdepeñas.
La comarca en su configuración actual se constituye tras la creación de la Mancomunidad de Municipios del Valle de Lecrín, en 1984. Hasta ese momento, el municipio de Lanjarón —que entonces decidió su adscripción a la Mancomunidad de la Alpujarra— siempre fue considerado parte del territorio histórico del Valle de Lecrín

## Municipios
Esta comarca está formada por los siguientes municipios:
|            | Municipio  | Superficie | Población (2017) | Densidad       | Ayto. (2019) | Capital         | Pedanías                                              |
| ---------- | ---------- | ---------- | ---------------- | -------------- | ------------ | --------------- | ----------------------------------------------------- |
| Albuñuelas | Albuñuelas | 140,05 km² | 836 hab.         | 6,57 hab./km²  | PP           | Albuñuelas      | La Loma                                               |
| Dúrcal     | Dúrcal     | 76,63 km²  | 7028 hab.        | 95,08 hab./km² | PSOE         | Dúrcal          | Marchena                                              |
| Lecrín     | Lecrín     | 40,49 km²  | 2089 hab.        | 56,78 hab./km² | PP           | Talará          | Acequias, Béznar, Chite, Mondújar, Murchas y Peloteos |
| Nigüelas   | Nigüelas   | 30,93 km²  | 1195 hab.        | 38,90 hab./km² | PSOE         | Nigüelas        | -                                                     |
| Padul      | Padul      | 89,15 km²  | 8454 hab.        | 95,12 hab./km² | PSOE         | Padul           | Cahíz de San Gregorio y El Puntal                     |
| El Pinar   | El Pinar   | 38,01 km²  | 933 hab.         | 27,20 hab./km² | PSOE         | Pinos del Valle | Acebuches e Ízbor                                     |
| El Valle   | El Valle   | 25,84 km²  | 938 hab.         | 44,19 hab./km² | PSOE         | Restábal        | Melegís y Saleres                                     |
| Villamena  | Villamena  | 20,18 km²  | 967 hab.         | 50,94 hab./km² | PSOE         | Cozvíjar        | Cónchar                                               |
|            | TOTAL      | 461,28 km² | 23.392 hab.      | 50,71 hab./km² |              |                 |                                                       |

## Comunicaciones

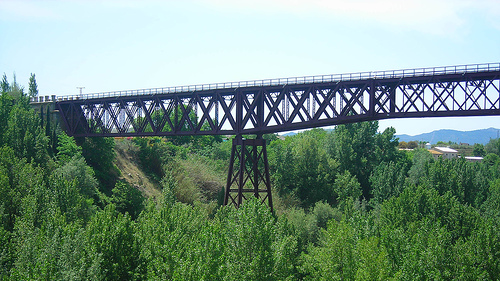
Puente de Lata, en Dúrcal.

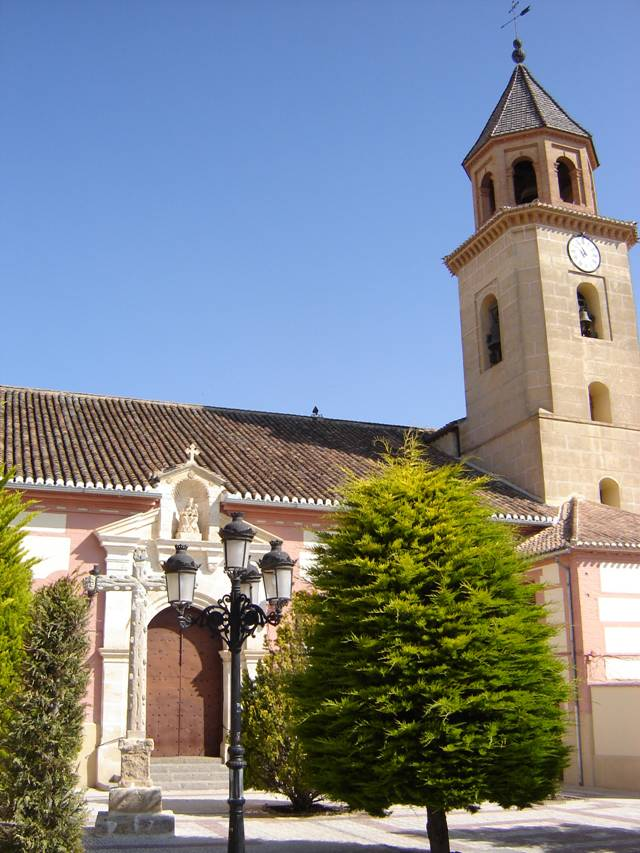
Iglesia de Santa María la Mayor, en Padul.

### Carreteras
A medio camino entre la ciudad de Granada y la costa mediterránea, la comarca lecrinense está atravesada de norte a sur por la autovía A-44 (Bailén-Motril), que da servicio a todos los municipios con las siguientes salidas:
- 144: Padul, Otívar.
- 153: Cónchar, Cozvíjar, Dúrcal, Albuñuelas.
- 157: Dúrcal, Nigüelas.
- 159: Lecrín, El Valle.
- 164: Pinos del Valle, Lanjarón, Béznar
- 169: Ízbor-Acebuches.

Otras carreteras destacables son: la N-323, antigua vía que conectaba Bailén con Motril hasta la finalización de la autovía, uniendo las ciudades de Jaén y Granada con la costa; la A-4050, popularmente conocida como "carretera de la Cabra", que une el puerto del Suspiro del Moro con Almuñécar por el oeste; y la A-348, que comunica toda la Alpujarra Granadina con la autovía.